# Ministeri dell'Unione Sovietica

## Affari esteri
- Ministero degli affari esteri (1946-1991)[1]
  - Ministero delle relazioni estere (1991)

## Affari interni
- Ministero degli affari interni (1946-1960, 1968-1991)[1]
- Ministero della sicurezza dello Stato (1946-1953)[1]
  - Ministero della tutela dell'ordine pubblico (1966-1968)

## Agricoltura
- Ministero dell'agricoltura (1946-1947)[1]
- Ministero dell'allevamento (1946-1947)[2]
- Ministero delle coltivazioni industriali (1946-1947)[1]
  - Ministero dei sovchoz (1947-1957)
  - Ministero dell'economia agricola (1947-1985)
    - Ministero dell'economia agricola e delle riserve (1953)
    - Ministero dei prodotti cerealicoli (1956-1958, 1985-1989)
      - Ministero dell'economia agricola e dei generi alimentari (1991)
- Ministero delle riserve (1946-1956, 1969-1985)[1]
- Ministero delle bonifiche e dell'economia idrica (1965-1989)		
  - Ministero delle costruzioni per l'economia idrica (1989-1990)
- Ministero dell'economia ortofrutticola (1980-1985)

## Ambiente
- Ministero della geologia (1946-1953, 1965-1991)		
  - Ministero della geologia e della tutela del sottosuolo (1953-1963)
- Ministero dello sfruttamento delle risorse naturali e della tutela dell'ambiente (1991)

## Commercio

### Commercio estero
- Ministero del commercio estero (1946-1988)[1]
  - Ministero del commercio estero e interno (1953)
  - Ministero dei rapporti economici esteri (1988-1991)

### Commercio interno
- Ministero del commercio (1946-1958, 1965-1991)[1]
  - Ministero del commercio estero e interno (1953)

## Comunicazione
- Ministero della comunicazione (1946-1991)[1]
- Ministero delle vie di comunicazione (1946-1991)[1]
  - Ministero del trasporto automobilistico (1952-1953)		
    - Ministero del trasporto automobilistico e delle strade (1953-1956)

  - Ministero dell'aviazione civile (1964-1991)
- Ministero della flotta marittima (1946-1953, 1954-1991)[1]
- Ministero della flotta fluviale (1946-1953, 1954-1956)[1]
  - Ministero della flotta marittima e fluviale (1953-1954)
- Ministero delle costruzioni per il trasporto (1954-1963, 1965-1991)

## Controllo statale
- Ministero del controllo statale (1946-1957)[1]

## Difesa
- Ministero delle forze armate (1946-1950)[1]
  - Ministero della marina militare (1950-1953)
  - Ministero della guerra (1950-1953)		
    - Ministero della difesa (1953-1991)
- Ministero delle riserve materiali (1946-1948)
- Ministero delle riserve alimentari (1946-1948)		
  - Ministero delle riserve alimentari e materiali (1948-1951)
- Ministero della meccanica generale (1955-1957, 1965-1991)

## Edilizia
- Ministero dell'edilizia urbana (1949-1951)		
  - Ministero dell'edilizia (1953-1957, 1967-1986)	
    - Ministero dell'edilizia nelle regioni settentrionali e occidentali (1986-1989)
    - Ministero dell'edilizia nelle regioni degli Urali e della Siberia occidentale (1986-1989)

  - Ministero dell'edilizia urbana e rurale (1954-1957)		
    - Ministero dell'edilizia rurale (1967-1985)

  - Ministero dell'edilizia della regione economica centroasiatica (1963-1964)
  - Ministero dell'edilizia nelle regioni dell'Estremo oriente e della Transbajkalia (1979-1986)		
    - Ministero dell'edilizia nelle regioni orientali (1986-1989)

  - Ministero dell'edilizia industriale (1967-1986)		
    - Ministero dell'edilizia nelle regioni meridionali (1986-1989)

  - Ministero delle opere di montaggio e di edilizia speciale (1965-1991)		
    - Ministero dell'edilizia speciale e delle opere di montaggio (1991)

## Educazione e cultura
- Ministero della cinematografia (1946-1953)
- Ministero dell'educazione superiore (1946-1953, 1954-1959)
- Ministero delle riserve lavorative (1946-1953)
  - Ministero della cultura (1953-1991)
    - Ministero dell'educazione superiore e media speciale (1959-1988)
      - Ministero dell'educazione (1966-1988)
- Ministero dell'informazione e della stampa (1991)

## Finanze
- Ministero delle finanze (1946-1991)[1]
- Ministero dell'economia e delle previsioni (1991)
- Ministero delle risorse materiali (1991)

## Giustizia
- Ministero della giustizia (1946-1956, 1970-1991)[1]

## Industria

### Industria pesante
- Ministero della costruzione di macchinari e apparecchiature (1946-1953, 1954-1956)[1]
  - Ministero della meccanica (1953-54, 1956-57, 1968-89)				
    - Ministero della costruzione di apparecchiature, dei mezzi di automazione e dei sistemi di controllo (1965-1989)
- Ministero dell'industria automobilistica (1946-1947, 1955-1957, 1965-1988)[1]
  - Ministero dell'industria automobilistica e trattoristica (1947-1953)
  - Ministero della meccanica automobilistica, trattoristica e agricola (1954-1955)
  - Ministero della meccanica automobilistica e agricola (1988-1991)
- Ministero della meccanica dei trasporti (1946-1953)[1]
- Ministero della meccanica pesante (1946-1953, 1954-1957, 1989-1991)[1]
  - Ministero della meccanica dei trasporti e pesante (1953-1954)	
    - Ministero della meccanica pesante, energetica e dei trasporti (1965-1975, 1987-1989)	
      - Ministero della meccanica pesante e dei trasporti (1975-1987)
      - Ministero della meccanica energetica (1975-1987)
- Ministero della costruzione di macchinari (1946-1953)[1]
  - Ministero dell'industria per la costruzione di macchinari e strumenti (1954-1957, 1965-1991)
- Ministero dell'industria dei materiali da costruzione (1946-1957, 1965-1989)[1]
- Ministero dell'industria chimica (1946-1958, 1965-1989)[1]
  - Ministero dell'industria della gomma (1946-1948)
  - Ministero della produzione del cotone (1950-1953)
- Ministero dell'industria della lavorazione del petrolio e petrolchimica (1965-1989)
- Ministero della meccanica chimica e petrolifera (1965-1989)
  - Ministero per la produzione di fertilizzanti minerali (1980-1989)
    - Ministero dell'industria chimica e della lavorazione del petrolio (1989-1991)
- Ministero della metallurgia non ferrosa (1946-1948, 1950-1953, 1954-1957, 1965-1989)[1]
- Ministero della siderurgia (1946-1948, 1950-1953, 1954-1957, 1965-1989)[1]
  - Ministero dell'industria metallurgica (1948-1950, 1953-1954)
  - Ministero della metallurgia (1989-1991)
- Ministero dell'industria elettrica (1946-1953)[1]
  - Ministero dell'industria dei mezzi di comunicazione (1946-1953, 1974-1989)	
    - Ministero dell'industria radiotecnica (1954-1957)	
      - Ministero dell'industria delle radiocomunicazioni (1965-1991)
      - Ministero dell'industria elettrotecnica e della costruzione di apparecchiature (1989-1991)
- Ministero delle centrali elettriche (1946-1953, 1954-1958)[1]
  - Ministero delle centrali elettriche e dell'industria elettrica (1953-1954)		
    - Ministero della costruzione di centrali elettriche (1954-1957)
    - Ministero dell'industria elettrotecnica (1954-1957, 1965-1989)		
      - Ministero delle centrali elettriche (1959-1962)		
        - Ministero dell'energia e dell'elettrificazione (1962-1963, 1965-1991)

    - Ministero dell'industria elettronica (1965-1991)
- Ministero della meccanica media (1953-1989)		
  - Ministero dell'energia atomica (1986-1989)		
    - Ministero dell'energia e l'industria atomica (1989-1991)
- Ministero dell'industria petrolifera delle regioni orientali (1946-1948)[1]
- Ministero dell'industria petrolifera delle regioni meridionali e occidentali (1946-1948)[1]
  - Ministero dell'industria petrolifera (1948-1957)
  - Ministero della costruzione di strutture per l'industria petrolifera (1955-1957)
    - Ministero dell'industria estrattiva petrolifera (1965-1970)
    - Ministero dell'industria del gas (1965-1989)
      - Ministero dell'industria petrolifera e del gas (1989-1991)

    - Ministero della costruzione di strutture per l'industria petrolifera e del gas (1972-1991)
- Ministero dell'industria carbonifera delle regioni orientali (1946-1948)[1]
- Ministero dell'industria carbonifera delle regioni occidentali (1946-1948)[1]
- Ministero della costruzione di strutture energetiche (1946-1948)[1]
  - Ministero dell'industria carbonifera (1949-1957, 1965-1991)
    - Ministero della costruzione di strutture per l'industria carbonifera (1955-1957)
- Ministero della meccanica agricola (1946-1953)[1]
  - Ministero della meccanica trattoristica e agricola (1955-1957, 1965-1987)		
    - Ministero della meccanica per l'allevamento e la produzione di mangime (1973-1987)		
      - Ministero della meccanica agricola e trattoristica (1987-1988)
- Ministero degli armamenti (1946-1953)[1]
  - Ministero dell'industria della difesa (1953-1957, 1965-1991)
- Ministero dell'industria aeronautica (1946-1957, 1965-1991)[1]
- Ministero della costruzione di strutture militari e della marina militare (1946-1949)[1]
  - Ministero della costruzione di strutture per l'industria meccanica (1949-1953)		
    - Ministero dell'edilizia (1953-1957, 1967-1986)
- Ministero della costruzione di strutture per l'industria pesante (1946-1953, 1967-1986)[1]
  - Ministero della costruzione di strutture per l'industria metallurgica e chimica (1954-1957)
- Ministero dell'industria navale (1946-1953, 1954-1957, 1965-1991)[1]
- Ministero per la costruzione di macchinari edili e stradali (1946-1953, 1954-1957)[1]
  - Ministero per la costruzione di macchinari edili, stradali e del settore abitativo (1965-1989)

### Industria leggera
- Ministero dell'industria leggera (1946-1953, 1955-1957, 1965-1989)[1]
- Ministero dell'industria alimentare (1946-1953, 1965-1985)[1]
- Ministero dell'industria del gusto (1946-1949)	
  - Ministero dell'industria leggera e alimentare (1953)
  - Ministero dell'industria dei beni alimentari (1953-1957)
  - Ministero dell'industria dei beni di largo consumo (1953-1955)
- Ministero della meccanica per l'industria leggera e alimentare e per gli elettrodomestici (1965-1988)
- Ministero dell'industria della carne e del latte (1946-1953, 1965-1985)[1]
  - Ministero dell'industria dei prodotti della carne e del latte (1954-1957)
- Ministero dell'industria tessile (1946-1948, 1955-1956)[1]

### Industria boschiva
- Ministero dell'industria boschiva (1946-1948, 1951-1953, 1954-1957, 1988-1991)[1]
- Ministero dell'industria della cellulosa e della carta (1946-1948)[1]
  - Ministero dell'industria boschiva e della carta (1948-1951, 1953-1954)	
    - Ministero dell'industria della carta e del legno (1951-1953, 1954-1957)		
      - Ministero dell'industria boschiva, della cellulosa e della carta, del legno (1965-1968, 1980-1988)		
        - Ministero dell'industria boschiva e del legno (1968-1980)
        - Ministero dell'industria della cellulosa e della carta (1968-1980)
- Ministero dell'economia boschiva (1947-1953)

### Industria peschiera
- Ministero dell'industria peschiera (1946, 1948-1953)[1]
  - Ministero dell'industria peschiera delle regioni orientali (1946-1948)
  - Ministero dell'industria peschiera delle regioni occidentali (1946-1948)		
    - Ministero dell'economia peschiera (1965-1991)

## Lavoro
- Ministero del lavoro e delle questioni sociali (1991)

## Medicina e biologia
- Ministero dell'industria medica (1946-1948, 1967-1985, 1989-1991)		
  - Ministero dell'industria medica e microbiologica (1985-1989)

## Salute
- Ministero della salute (1946-1991)[1]

## Ministri senza portafoglio
- Ministri senza portafoglio (1957-1965, 1985-1991)